# آگوستوس هنری مونسی
آگوستوس هنری مونسی (به انگلیسی: Augustus Henry Mounsey) (۲۷ اوت ۱۸۳۴–۱۰ آوریل ۱۸۸۲) یک دیپلمات بریتانیایی بود. او مدتی را در دهه ۱۲۴۰ خورشیدی در ایران ناصرالدین‌شاهی گذراند و خاطرات دوران اقامتش را در کتابی با نام «سفری به قفقاز و درون ایران» در سال ۱۸۷۲ به چاپ رساند. همچنین گزارش دست‌اول او از شورش ساتسوما ژاپن که در سال ۱۸۷۹ منتشر شد، مفصل‌ترین توصیفات را از مبارزات نظامی این شورش ارائه می‌دهد.